# Aiwa
Aiwa è stata un'azienda giapponese produttrice di elettronica di consumo sino al 2002, continuando poi come semplice marchio che ha cambiato varie proprietà, sia giapponesi che statunitensi.

## Storia

### La creazione
Fu fondata nel 1951 a Tokyo con la denominazione Ai Xing Electrical Industry Co., Ltd.. Cambiò ragione sociale nel 1959 in Aiwa Co., Ltd., ed ebbe un immediato sviluppo industriale e commerciale, inizialmente limitato al solo Giappone, e poi successivamente in gran parte dell'Estremo Oriente, soprattutto in Cina. Nel 1960 fu la prima nel paese a costruire la radio per la riproduzione di cassette.

### Attività e prodotti

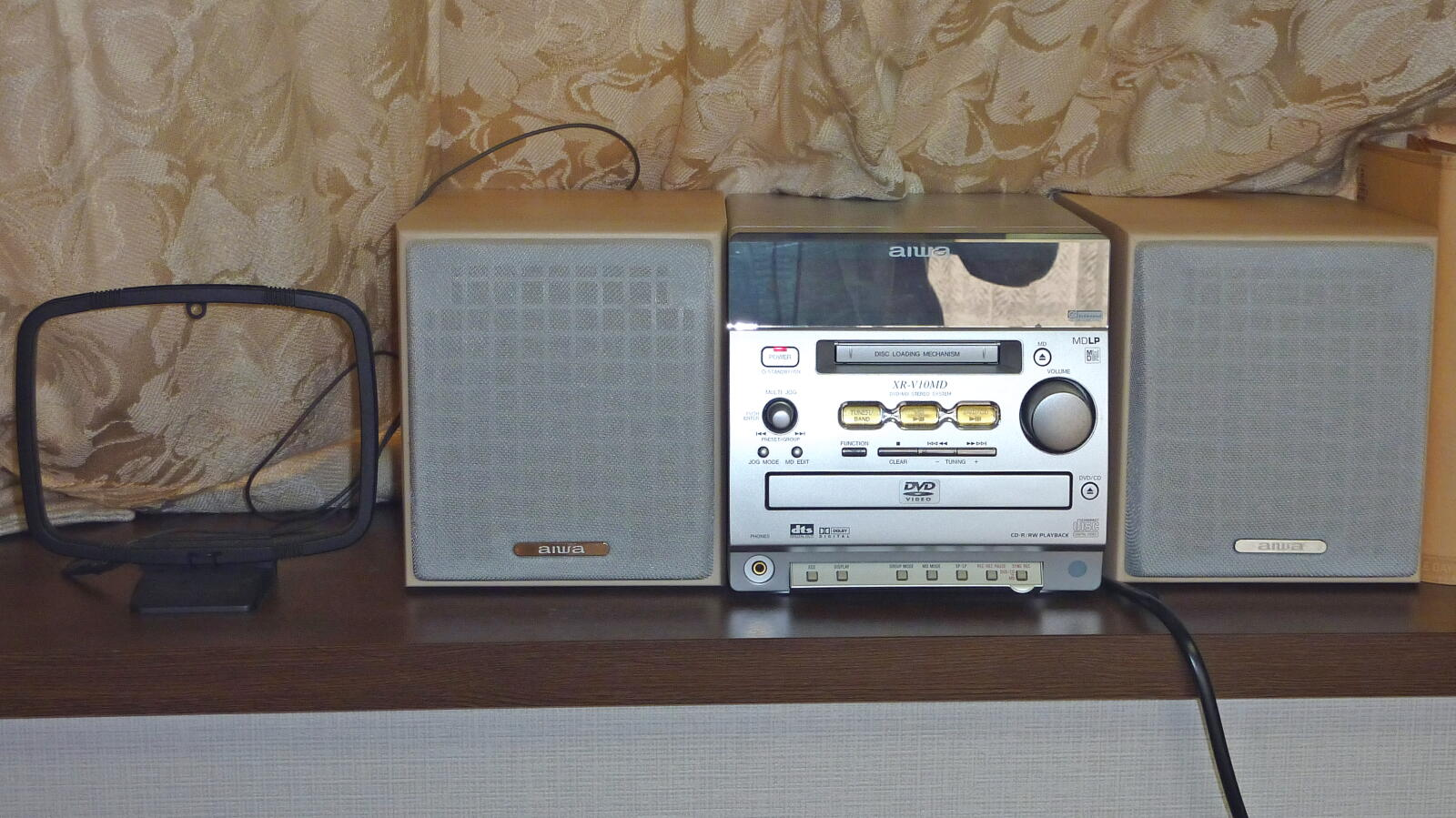
Mini stereo hi-fi Aiwa

Aiwa incrementò il proprio successo negli anni settanta e ottanta, con la conquista dei mercati occidentali dell'elettronica, con i propri televisori, impianti stereofonici ad alta fedeltà, videoregistratori, ma soprattutto con i walkman. Negli anni novanta, i prodotti Aiwa circolarono sul mercato anche con i marchi Excelia e Strasser. L'azienda si specializzò anche nella produzione di dispositivi audio e video per personal computer, e creò degli stabilimenti in alcuni paesi emergenti.

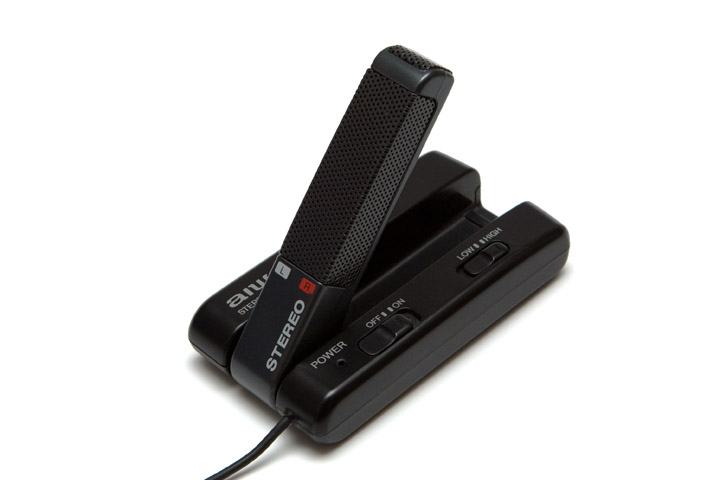
Microfono Aiwa

### L'acquisizione di Sony e la fine
Nel 2002 la società è in crisi finanziaria, e nello stesso anno si fonde con Sony. La Aiwa Corporation viene sciolta, e diviene un marchio del colosso nipponico. Nel 2003 vengono lanciati lettori mp3, sistemi hi-fi con connettività USB, lettori con dischi fissi per competere con iPod di Apple. Nel 2006 Sony interrompe la vendita di prodotti con marchio Aiwa.
Nel marzo 2015 la Hale Devices, una società con sede a Chicago, acquista il marchio da Sony, cambia la propria denominazione in Aiwa e rilascia il suo primo prodotto, uno speaker wireless.